# Cryptocodon monocephalus
Cryptocodon monocephalus är en klockväxtart som först beskrevs av Ernst Rudolf von Trautvetter, och fick sitt nu gällande namn av Andrej Aleksandrovitj Fjodorov. Cryptocodon monocephalus ingår i släktet Cryptocodon, och familjen klockväxter. Inga underarter finns listade i Catalogue of Life.